# Hangzhou Greentown Football Club
Hangzhou Greentown Football Club é um clube de futebol de Hangzhou, Zhejiang na China, fundado em 14 de janeiro de 1998 e joga atualmente na China League One, a segunda divisão da China.
O clube foi campeão em 2006 da Segunda Divisão Chinesa, sendo promovido à disputa da CSL.

## História
- 1999 Clube fundado, jogando a Chinese Football Association Yi League
- 2000 Perde o título da Yi League para o Tianjin Lifei.
- 2001 Conquista da vaga na Chinese Football Association Jia League pela Jilin Aodong.
- 2002 Renomeado para Zhejiang Lücheng
- 2003 Renomeado para Zhejiang Sanhua Lücheng
- 2004 Renomeado para Zhejiang Lücheng
- 2006 Renomeado para Zhejiang Bebei Lücheng
- 2007 Renomeado para Zhejiang Greentown
- 2009 Renomeado para Hangzhou Greentown
- 2010 Renomeado para Hangzhou Nabel Greentown
- 2011 Renomeado para Hangzhou Greentown